# Johann Christoph von Prignitz
Johann Christoph von Prignitz (* 23. August 1700; † 5. November 1757 in der Schlacht bei Roßbach) war ein preußischer Oberst und Kommandeur des Infanterie-Regiments Nr. 5.

## Familie
Von Prignitz entstammte dem mecklenburgisch-brandenburgischen Adelsgeschlecht von Prignitz. Seine Eltern waren Johann Albrecht von Prignitz († 10. Mai 1750) und dessen Ehefrau Barbara Elisabeth von Sehlstrang.
Er heiratete am 6. März 1735 in Magdeburg Sybille Louise Kinderling. Das Paar hatte drei Söhne und drei Töchter, von denen zwei Töchter den Vater überlebten: Juliane Friederika Louise und Maria Wilhelmine Charlotte († 1798), welche den preußischen Landrat Johann August Wilhelm von Koppy heiratete.

## Militärkarriere
Er ging bereits am 1. März 1716 in preußische Dienste und kam in das Regiment des Königs. In dem Leibregiment wurde er am 1. September 1718 Fähnrich, am 12. November 1722 Leutnant und am 2. Juli 1729 Oberleutnant. Diese Einheit nahm dann am Rheinfeldzug von 1734 teil. In diesem Zusammenhang wurde Prignitz am 19. November 1734 zum Hauptmann befördert und erhielt am 2. Dezember 1734 seine eigene Kompanie im Infanterieregiment No. 5. Nach seiner Rückkehr in die Garnison heiratete er.
Im zweiten Schlesischen Krieg kämpfte er bei der Belagerung von Prag und der Schlacht bei Hohenfriedberg. Als sich die Armee im Cholm sammelte, wurde er dort zum am 25. Juli 1745 zum Major ernannt. Nach der Schlacht bei Kesselsdorf und späterem Frieden kam die Truppe zurück nach Magdeburg. Er erhielt am 14. Juni 1754 den Pour le Mérite und wurde am 8. Juni 1755 Oberstleutnant.
Mit Beginn des Siebenjährigen Krieges marschierte Prignitz als Generalquartiermeister der Armee des Herzogs Ferdinand von Braunschweig nach Sachsen, Leipzig wurde besetzt und die Sächsische Armee bei Pirna eingeschlossen. Das Regiment zog dann über Peterswalde nach Böhmen. Am 1. Oktober 1756 stand es in der Schlacht bei Lobositz auf dem Rechten Flügel. Nach dem Sieg blieben die Preußen für das Winterlager in Sachsen. Im Januar 1757 erhielt er das Kommando über das Regiment und wurde am 3. März 1757 zum Oberst befördert. Im April 1757 marschierte es wieder nach Böhmen. Nachdem die Österreicher am 6. Mai 1757 vor Prag geschlagen wurden, begann die preußische Armee mit der Belagerung der Stadt. In dieser wurde der Oberst durch einen Schuss in den Arm verletzt. Um sich behandeln zu lassen, kam nach zunächst nach Dresden und dann nach Magdeburg.
Inzwischen kam es zur Schlacht bei Kolin in deren Folge die Preußen die Belagerung von Prag aufgeben mussten und die Franzosen durch Mitteldeutschland in Richtung Magdeburg und Halberstadt vorstießen. Obwohl immer noch nicht wieder voll hergestellt, ging Prignitz zu seinem Regiment nach Leipzig und erhielt Befehl den Franzosen entgegenzumarschieren. Am 5. November 1757 trafen die Preußen bei Roßbach auf die Franzosen. Während der Schlacht erhielt der Oberst einen Schuss in den Unterleib. Schwer verletzt wurde er in das Dorf Großkayna  gebracht, wo er acht Stunden später verstarb. Seine Leiche wurde später nach Magdeburg überführt und in St. Petri beigesetzt.